# Manuel Ribas
Manuel Ribas (Ponta Grossa, 8 de março de 1873 – Curitiba, 28 de janeiro de 1946) foi um político brasileiro.

## Biografia
Filho de Augusto Lustoza de Andrade Ribas (o comendador Lustoza, deputado provincial do Paraná) com Pureza de Carvalho Ribas, nasceu em Ponta Grossa. De origens portuguesas, era neto do brigadeiro Ribas, que fez a expedição ao Alto Paraná a fim de guarnecer as fronteiras durante a Guerra do Paraguai.
Estudou na cidade de Castro (onde casou com aos 21 anos com Zeolinda Fonseca) num internato particular e foi aluno de Rocha Pombo.
Em 1897 deslocou-se para Santa Maria, Rio Grande do Sul, convidado para organizar a Cooperativa dos Empregados da Viação Férrea do Rio Grande do Sul. Realizou administração altamente proveitosa, o que lhe valeu ganhar notoriedade. Em razão disso, foi eleito em 1927, prefeito daquela cidade.
Quando o interventor do Paraná, general Mário Tourinho, renunciou ao cargo, após a revolução de 1930, o presidente Getúlio Vargas foi buscá-lo em Santa Maria, pois o considerava solução conciliatória para os confrontos políticos que se desencadearam com a vacância da interventoria. Veio governar com a autoridade e prestígio de uma bem sucedida carreira na área administrativa empresarial. Assumiu dia 30 de janeiro de 1932. Permaneceu de 1932 a 1945 à frente do governo paranaense, ora como interventor de 1932 a 1934, ora como governador de 1935 a 1937, e outra vez como interventor de 1937 a 1945.
Autodidata, simples, severo, era, apesar do gesto rude, um grande coração. Generoso e honesto, destacava discursos longos e homenagens protocolares. Em torno de seu procedimento singular criaram-se lendas de inefável sabor folclórico. O apelido de “Mané Facão” (ou ainda Maneco Facão) adveio-lhe do corte, a que foi obrigado, de funcionários públicos em excesso diante de um quadro financeiro caótico que lhe incumbia administrar.
Apesar de parcos recursos disponíveis, realizou importantes obras básicas, sem descuidar da assistência aos pobres e desvalidos, cujos dramas muito o sensibilizavam. Construiu, por exemplo, a Estrada do Cerne, iniciada em 1935 e concluída em 1940, ligação vital ao desenvolvimento integrado do Estado, numa distância de 700 quilômetros, ligando o Paraná de Curitiba ao Porto Alvorada, com bifurcação para Londrina e Jacarezinho.
Iniciou as obras das estradas de Curitiba a União da Vitória e de Ponta Grossa a Apucarana. Intensificou o fomento a agricultura, mediante a construção de escolas rurais e distribuição de sementes selecionadas; intensificou a melhoria da pecuária com a criação de cavalos de corrida, a importação de reprodutores da raça “jersey”; reaparelhou o Porto de Paranaguá; apoiou a cafeicultura, ampliou atenção à educação com a construção de escolas, de que é exemplo maior o Colégio Estadual, em Curitiba; priorizou a Saúde Pública, com a implantação de centros de assistência sanitária, laboratórios e dispensários.
A Indústria Klabin localizou-se no Paraná por sua influência e apoio. A abertura à colonização do norte do Paraná foi outro empreendimento decorrente da sua visão de governante preocupado com o futuro. Segundo os críticos, seu erro maior foi permitir o desmembramento do Estado com a criação do Território do Iguaçu. Nesse episódio, todavia, prevaleceu sua fidelidade ao presidente Getúlio Vargas, após exauridas todas as gestões para impedir a mutilação.
O cooperativismo encontrou nele defensor permanente, dada a grande experiência que trouxera de Santa Maria. Desprovido de títulos acadêmicos, seu desempenho em favor das atividades culturais retrata um administrador sensível e pragmático que soube estimular vocações artísticas. Entre os muitos talentos que incentivou destaca-se o mestre Poty, ao qual concedeu bolsa de estudos para estudar no Rio de Janeiro.
Manuel Ribas foi destituído da interventoria no dia 29 de outubro de 1945, quando da deposição de Getúlio Vargas e o fim do Estado Novo e deixou o Palácio São Francisco (então sede do governo e atual Museu Paranaense) em 6 de novembro, após o longo predomínio na administração e política do estado.

## Morte
Manuel Ribas morreu em 28 de janeiro de 1946, no início da sua campanha eleitoral para o cargo de Governador do Estado.